# 卵生メダカ
卵生メダカ（らんせいメダカ）、卵生メダカ類とは、カダヤシ目の魚のうち卵生のものの総称。色彩の鮮やかなものが観賞魚とされる。なお、現在の分類ではメダカと直接の関係はない（後述）。

## 定義
カダヤシ目は、1980年代までメダカ科を含む「メダカ目」とされていた。この旧メダカ目には観賞魚とされる種が多数含まれていたが、そのうち卵生のグループを指す Killifish に対応するアクアリウム用語として使われるようになったのが卵生メダカである。日本のメダカも卵生であるため、英語圏では Japanese killifish と呼ばれていた。なお、卵胎生のグループを指す Live-bearer は卵胎生メダカとされた。
その後、分類の変更によりメダカ科がダツ目へ移動し旧メダカ目がカダヤシ目に改称されると、英語圏では日本のメダカを Japanese rice fish と呼ぶようになり、Killifish は専らカダヤシ目の種に対して用いられるようになった。一方、日本における卵生メダカ・卵胎生メダカは改称されることなく、引き続き Killifish / Live-bearer に相当する用語として使用されているため、結果的に名称の由来を含まないこととなった。

## 生態
生態は多様で、グループにより主な分布域、生息環境、水温などがまったく異なる。アプロケイルス科の一部の種などで、乾季には消滅し、雨季にだけ現れるような池、沼などに生息する種が多く、弱酸性の水質に適応している。そういった種では、その卵は乾燥に非常に強い。独特の生活環をもっているグループである。原産地では、生まれて1年で死ぬライフサイクルの早い種などもいる。
おおよそ一年前後の寿命が有り、乾季前には土中に産卵し、乾季の間は卵が眠った状態(休眠)で土中に残り、雨季に卵が水に漬かることによって孵化する種類を年魚と言う。これに対して休眠を必要とせず、水中の水草などに卵を産み付け、2 - 3週間で孵化をし、2 - 4年程度の寿命が有る種類を非年魚と言う。

## 種類

### アプロケイルス科 Aplocheilidae
アプロケイルス亜科 Aplocheilinae
ユーラシア大陸、アフリカ大陸に生息する。
- アダマス属 Adamas 非年魚
- アフィオセミオン属 Aphyosemion 非年魚
- アプロケイルス属 Aplocheilus 非年魚
- エピプラティス属 Epiplatys 非年魚
- フォエルスチクティス属 Foerschichthys 非年魚
- フゥンドゥロパンカックス属 Fundulopanchax 非年魚(一部年魚)
- ノソブランキウス属 Nothobranchius 年魚
- パチパンカックス属 Pachypanchax 非年魚
- プロノソブランキウス属 Pronothobranchius 年魚

### リブルス科 Rivulidae
リブルス亜科 Rivulinae
南北アメリカ大陸に生息する。リブルス属及びその近縁種を除くほとんどの種類が年魚である。
- アフィオレビアス属 Aphyolebias
- オーストロフンドゥルス属 Austrofundulus
- オーストロレビアス属 Austrolebias
- カンペロレビアス属 Campellolebias
- キノレビアス属 Cynolebias
- キノポエキルス属 Cynopoecilus
- グナソレビアス属 Gnatholebias
- クリプトレビアス属 Kryptolebias 年魚
- レプトレビアス属 Leptolebias
- マラテコアラ属 Maratecoara
- ミクロモエマ属 Micromoema
- ミルレリクティス属 Millerichthys 年魚
- モエマ属 Moema
- ネマトレビアス属 Nematolebias
- ネオフンドゥルス属 Neofundulus
- ピトュナ属 Pituna
- プレシオレビアス属 Plesiolebias
- テロレビアス属 Pterolebias
- ラコビア属 Rachovia
- レノバ属 Renova
- リブルス属 Rivulus 年魚
- シンプソニクティス属 Simpsonichthys
- スペクトロレビアス属 Spectrolebias
- ステノレビアス属 Stenolebias
- テラナトス属 Terranatos
- トリゴネクテス属 Trigonectes

### カダヤシ科 Poeciliidae
アプロケイリクティス亜科 Aplocheilichthyinae
- プロカトープス属 Procatopus
- アプロケイリクティス属 Aplocheilichthys

### キプリノドン科 Cyprinodontidae
南北アメリカ大陸と地中海沿岸地方に生息する。
- アファニウス属 Aphanius
- キプリノドン属 Cyprinodon
- ヨルダネラ属 Jordanella